# 王禹九
王禹九（？－1939年），浙江黃巖人，中華民國軍人，陣亡後追晉少將。他為中日戰爭期間陣亡的中國軍方高級將領之一。

## 生平
王禹九為中華民國國民革命軍高級將領，浙江幹部學校、中央軍校高教班畢業，中日戰爭期間，隸屬第79軍，是79軍之參謀長。1939年3月27日陣亡於江西高安虯嶺，追晉陸軍少將。